# Heatseekers
Heatseekers je top ljestvica časopisa Billboard koja se bazira na prodaji novih izvođača, albuma i pjesama. Top ljestvica se dijeli na listu za albume, Heatseekers Albums i na listu za pjesme, Heatseekers Songs. Ljestvica je nastala 1993. godine da bi istakla prodaju albuma i pjesama novih izvođača.

## Vanjske poveznice
- Trenutna ljestvica albuma - Heatseekers Albums
- Trenutna ljestvica pjesama - Heatseekers Songs